# Procarididea
Procarididea é uma infraordem de crustáceos decápodes da ordem Caridea, da qual se conhecem apenas 11 espécies, sendo 6 extantes e 5 apenas conhecidas do registo fóssil. Estas espécies estão agrupadas na família Procarididae da superfamília Procaridoidea, fazendo desta infraordem um táxon monotípico. O género fóssil Udora permanece incertae sedis.

## Descrição
As 6 espécies extantes conhecidas nesta infraordem repartem-se pelos géneros Procaris e Vetericaris, os quais se agrupam na família Procarididae.
As restantes cinco espécies, conhecidas apenas a partir de fósseis, foram atribuídas ao género Udora, o qual ainda não foi atribuído a uma família, permenecendo incertae sedis.
Os resultados de investigação feita utilizando as técnicas da filogenia molecular sugerem que os Procarididae são um grupo irmão dos Caridea, e por isso são reconhecidos como uma infraordem separada, Procarididea.

## References
1. ↑  Procaridoidea  Chace & Manning, 1972 no ITIS.
2. 1 2 3  Sammy De Grave, N. Dean Pentcheff, Shane T. Ahyong;  et al. (2009). «A classification of living and fossil genera of decapod crustaceans» (PDF). Raffles Bulletin of Zoology. Suppl. 21: 1–109
3. ↑  S. De Grave & C. H. J. M. Fransen (2011). «Carideorum Catalogus: the Recent species of the dendrobranchiate, stenopodidean, procarididean and caridean shrimps (Crustacea: Decapoda)». Zoologische Mededelingen. 85 (9): 195–589, figs. 1–59. ISBN 978-90-6519-200-4. Consultado em 22 de fevereiro de 2015. Arquivado do original em 20 de dezembro de 2012